# Quetzalia guatemalensis
Quetzalia guatemalensis là một loài thực vật có hoa trong họ Dây gối. Loài này được (Sprague) Lundell miêu tả khoa học đầu tiên năm 1970.